# Hamidou Diarra
Pour les articles homonymes, voir Diarra.
Hamidou Diarra, né le 4 juillet 1989, est un coureur cycliste malien.

## Biographie
En 2010 et 2011, il devient champion du Mali sur route. Il brille également dans des compétitions locales. Lors des championnats d'Afrique de 2012, il se 21e de la course en ligne et 28e du contre-la-montre.  
En 2013, il se classe notamment huitième du Tour de la CÉDÉAO et neuvième d'une étape du Tour du Faso.

## Palmarès
- 2009
  - Critérium de la Paix
  - Grand Prix de la Fédération malienne de cyclisme
- 2010
  -  Champion du Mali sur route
  - JCI Criterium
- 2011
  -  Champion du Mali sur route[2]
- 2012
  - 2e étape de la Coupe du Mali
  - 3e du championnat du Mali sur route (Coupe du Mali)
- 2013
  - Grand Prix de la Fédération malienne de cyclisme[3]